# Niklasdorf
Niklasdorf je městys v rakouské spolkové zemi Štýrsko, v okrese Leoben.
K 1. lednu 2021 zde žilo 2 365 obyvatel.